# Lam Gawee
Lam Gawee is een bestuurslaag in het regentschap Aceh Besar van de provincie Atjeh, Indonesië. Lam Gawee telt 205 inwoners (volkstelling 2010).